# Walther Kossel
Walther Ludwig Julius Kossel (Berlino, 4 gennaio 1888 – Kassel, 22 maggio 1956) è stato un fisico tedesco.
Figlio di Albrecht Kossel, vincitore del Premio Nobel per la medicina nel 1910, fu nominato professore ordinario di fisica teorica al Politecnico di Danzica nel 1932 e all'Università di Tubinga nel 1947. È noto per i suoi risultati scientifici, tra cui la teoria di Kossel sui legami ionici, la legge di Sommerfeld-Kossel sullo spostamento dello spettro atomico e il modello Kossel-Stranski sulla crescita dei cristalli. Nel 1944 fu insignito della Medaglia Max Planck.